# Опатов
Опатов или Опа̀тув (на полски: Opatów) е град в Югоизточна Полша, Швентокшиско войводство. Административен център е на Опатовски окръг, както и на градско-селската Опатовска община. Заема площ от 9,36 км2.

## География
Градът се намира в историческия регион Малополша. Разположен е на 17 километра южно от Островец Швентокшиски, на 58 километра източно от Келце и на 118 километра югозападно от Люблин.

## История
Селището получава градски права през 1282 г. от княз Лешек Черни. В периода (1975 - 1998) е част от Тарнобжешкото войводство.

## Население
Населението на града възлиза на 6658 души (2011 г.). Гъстотата е 711,32 души/км2.

## Градове партньори
- Модри Камен, Словакия